# Tâm thức

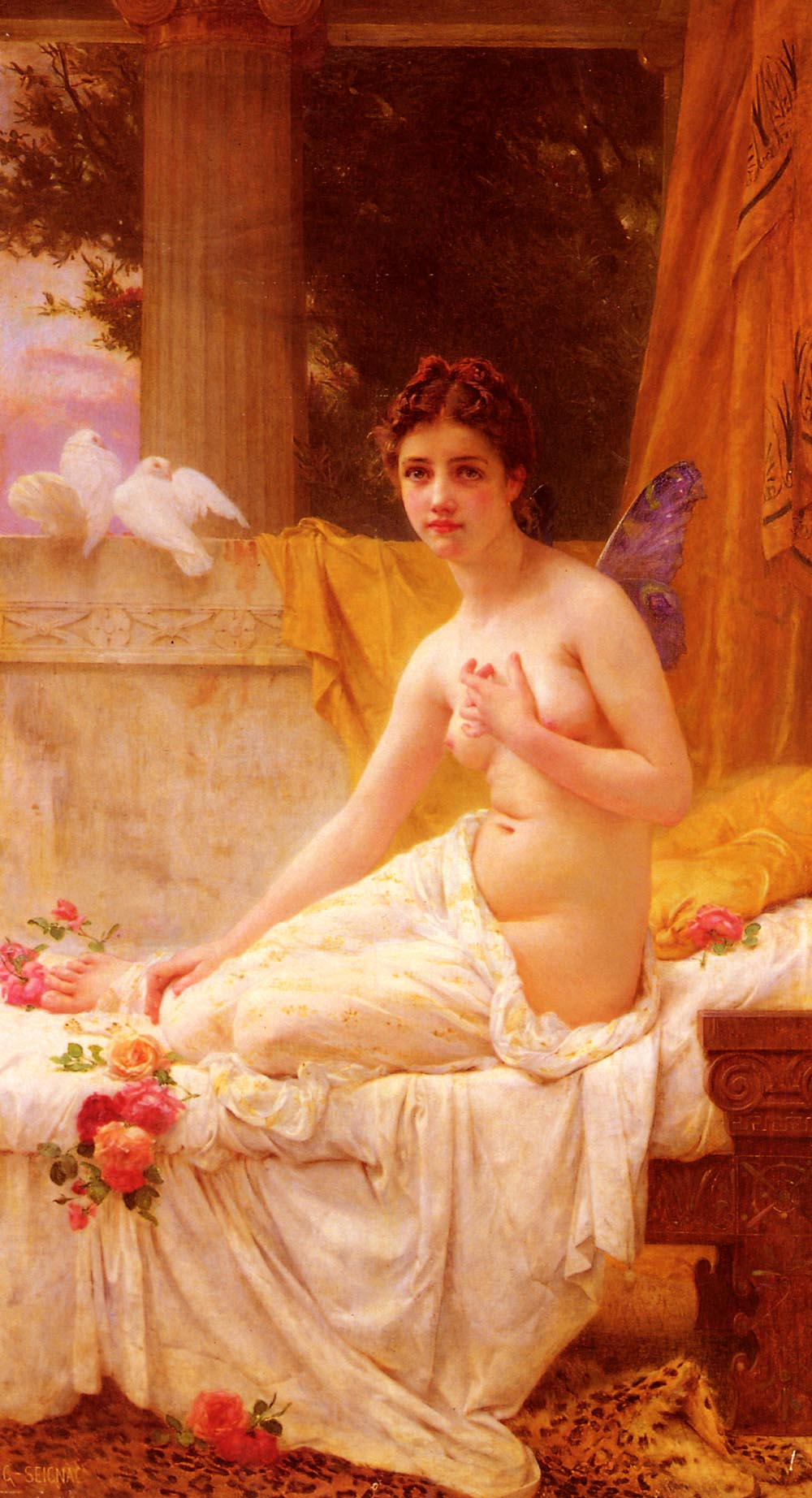
Hoạ phẩm về nàng Psyché tượng trưng cho tâm thức con người

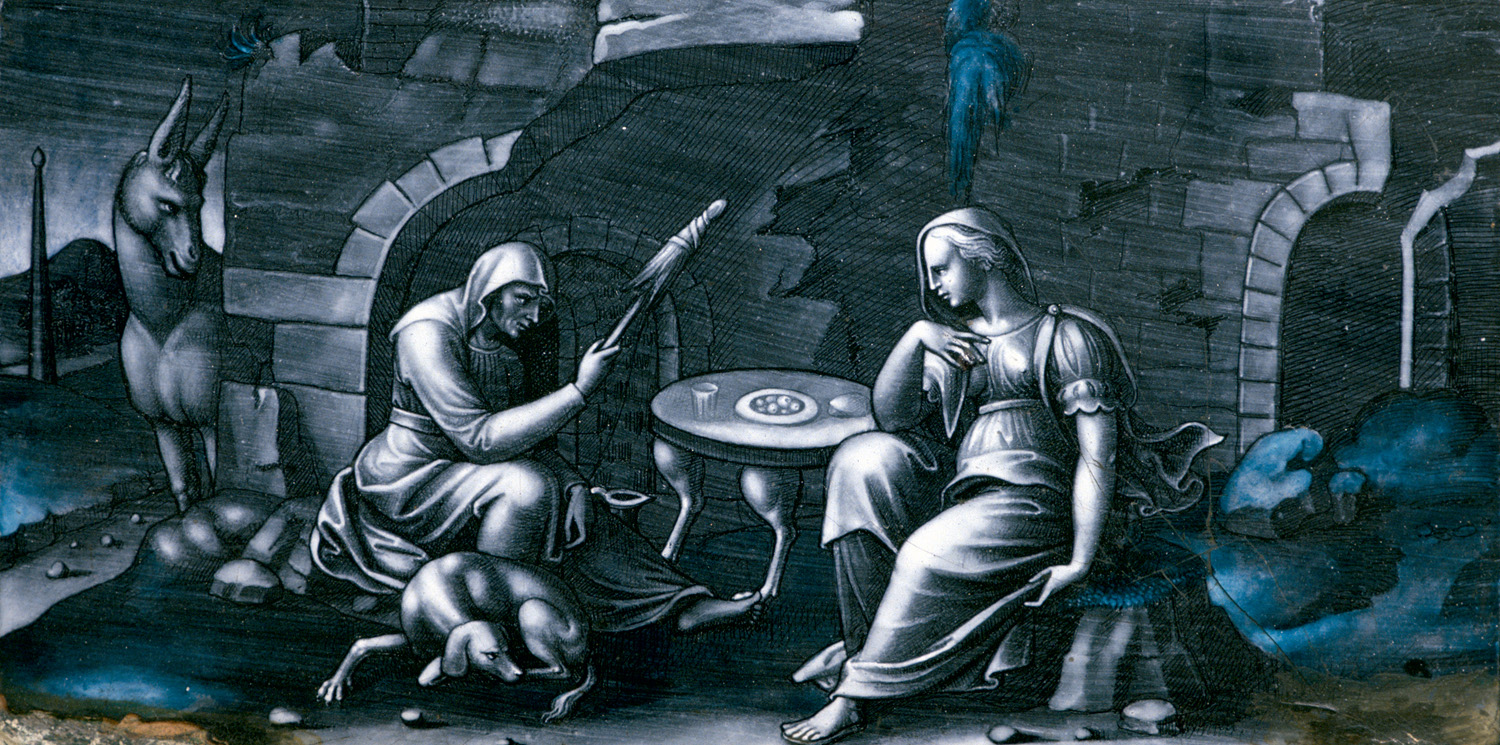
Tranh tả cảnh mặt tối tâm thức

Tâm thức (Psyche) là thuật ngữ được sử dụng để mô tả toàn bộ tâm trí con người, có ý thức và vô thức. Tâm thức trong tư tưởng của Carl Jung là một khái niệm quan trọng, mang tính nền tảng trong tâm lý học phân tích. Jung dùng từ tâm thức để chỉ toàn bộ thực tại tâm thần của một cá nhân, bao gồm cả những yếu tố ý thức, vô thức cá nhân, vô thức tập thể. Với Jung, tâm thức không chỉ giới hạn trong tâm trí con người theo nghĩa hẹp (chẵng hạn như ý thức), mà là tổng thể của các tiến trình tâm lý sâu xa và phức tạp, vượt xa ý chí chủ quan của cá nhân. Từ "tâm thức" bắt nguồn từ tiếng Hy Lạp là ψυχή (psyche) chỉ về cuộc sống và tên gọi này liên tưởng đến nàng Psyche (Si-khê) trong thần thoại Hy Lạp. Ý tưởng về tâm hồn là trọng tâm trong triết học của Plato. Các học giả dịch khái niệm của Plato về thuật ngữ này là "linh hồn" theo nghĩa ông tin rằng nó bất tử. Đặc biệt trong các văn bản cũ trước đây thì, từ tâm hồn trong tiếng Anh là Soul đôi khi được sử dụng đồng nghĩa với từ tâm thức, tâm tưởng hay tâm trí, hay lối tư duy, nếp nghĩ (Mindset). Trên cơ sở đó, thuật ngữ tâm lý học là ngành nghiên cứu khoa học hoặc khách quan về tâm lý. Từ này có lịch sử sử dụng lâu đời trong tâm lý học và triết học, có từ thời cổ đại, và đại diện cho một trong những khái niệm cơ bản để hiểu bản chất con người từ góc độ khoa học.

## Tâm thần học
Nhà phân tâm học Sigmund Freud tin rằng tâm thức ("linh hồn", nhưng cũng là "tâm trí") trong suốt các tác phẩm của mình gồm ba thành phần chính là Bản năng, bản ngã và siêu ngã (Id, ego, Superego/Cái ấy, cái tôi và cái siêu tôi). Theo nhà tâm thần học Carl Jung thì tâm thức là toàn bộ các quá trình tâm lý của con người, bao gồm cả những phần có ý thức và vô thức, Jung không chỉ xem tâm thức là một tập hợp các ham muốn bị dồn nén, mà là một hệ thống tự điều chỉnh, luôn hướng tới sự toàn vẹn và phát triển. Theo Carl Jung thì "Tâm thức phức tạp hơn và khó tiếp cận hơn cơ thể rất nhiều. Có thể nói rằng, nó là một nửa thế giới - nửa chỉ thực sự tồn tại khi ta nhận thức được nó. Do đó, tâm thức không chỉ là vấn đề cá nhân mà còn là vấn đề của cả thế giới, và nhà tâm thần học phải đối mặt với cả một thế giới". Carl Jung đã đưa vào định nghĩa của mình sự hỗn loạn và căng thẳng giữa các yếu tố cá nhân và tập thể trong con người. Jung chia tâm thức thành ba phần chính gồm tâm tưởng/tâm thức ý thức (Conscious) bao gồm những suy nghĩ, cảm xúc, cảm giác và ký ức mà người ta nhận biết được hằng ngày. Vô thức cá nhân (Personal unconscious) chứa đựng những ký ức bị lãng quên, những suy nghĩ bị kìm nén và những trải nghiệm cá nhân của mỗi người. Vô thức tập thể (Collective unconscious) là khái niệm quan trọng nhất trong học thuyết của Jung đưa độc giả đến một kho tàng kiến thức chung, được di truyền từ tổ tiên và tồn tại ở tất cả mọi người. Lúc còn trẻ, Carl Jung đã gặp những giấc mơ lặp lại, cùng với ký ức đó, là một niềm tin lần đầu tiên nảy sinh trong ông, rằng có những thành tố tâm lý cổ xưa đã bước vào tâm thức cá nhân mà không thông qua bất kỳ dòng truyền thừa trực tiếp nào.